# Такаґі Тамака
Такаґі Тамака (нар. 30 грудня 1965) — колишня японська тенісистка.
Найвищу одиночну позицію світового рейтингу — 113 місце досягла 4 березня 1991, парну — 151 місце — 20 листопада 1989 року.
Найвищим досягненням на турнірах Великого шолома було 2 коло в одиночному розряді.

## Фінали ITF
| турніри $50,000 |
| турніри $25,000 |
| турніри $10,000 |

### Одиночний розряд (1–4)
| Результат | Ранг | Дата            | Турнір                               | Покриття | Суперниця       | Рахунок       |
| --------- | ---- | --------------- | ------------------------------------ | -------- | --------------- | ------------- |
| Поразка   | 1.   | 30 червня 1985  | Спартанбург (Південна Кароліна), США | Ґрунт    | Керолайн Кулмен | 2–6, 1–6      |
| Перемога  | 1.   | 16 жовтня 1988  | Кофу, Японія                         | Трава    | Їда Ей          | 2–6, 6–3, 6–3 |
| Поразка   | 2.   | 23 жовтня 1988  | Куросіо, Японія                      | Тверде   | Кідовакі Мая    | 1–6, 3–6      |
| Поразка   | 3.   | 30 квітня 1990  | Бангкок, Таїланд                     | Тверде   | Джулі Річардсон | 6–4, 3–6, 2–6 |
| Поразка   | 4.   | 23 вересня 1990 | Кофу, Японія                         | Тверде   | Маріанн Вердел  | 4-6, 6-4, 2-6 |

### Парний розряд (0–2)
| Результат | Ранг | Дата           | Турнір           | Покриття | Партнерка             | Суперниці                      | Рахунок       |
| --------- | ---- | -------------- | ---------------- | -------- | --------------------- | ------------------------------ | ------------- |
| Поразка   | 1.   | 15 жовтня 1989 | Нагасакі, Японія | Тверде   | Кейт Макдоналд        | Їда Ей Кідовакі Мая            | 2–6, 6–3, 2–6 |
| Поразка   | 2.   | 1 березня 1992 | Маямі, США       | Тверде   | Трейсі Мортон-Роджерс | Ліндсі Девенпорт Каті Шлукебір | 1-6, 3-6      |